# Eduard Romanyuta

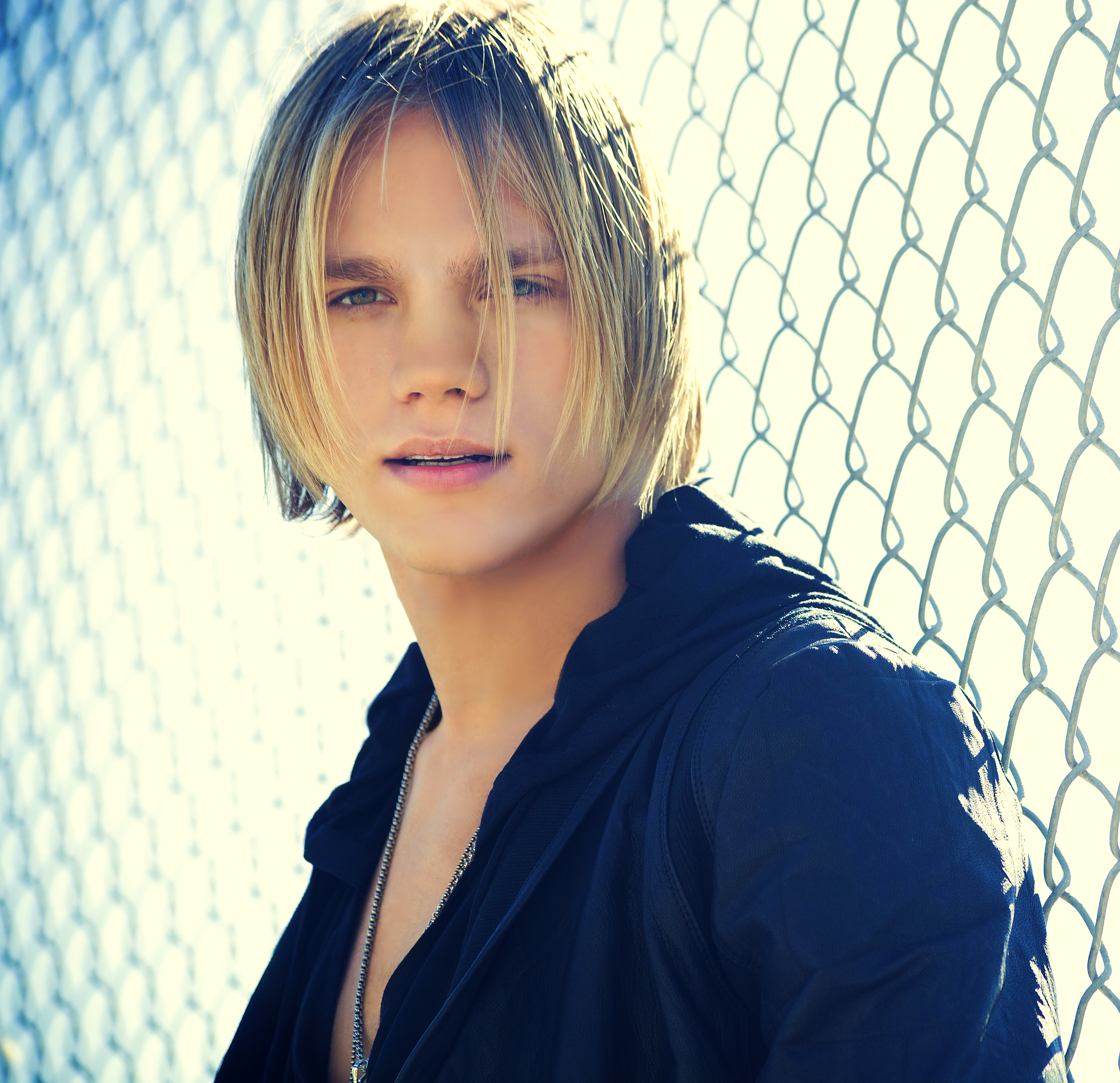
Eduard Romanyuta (2013)

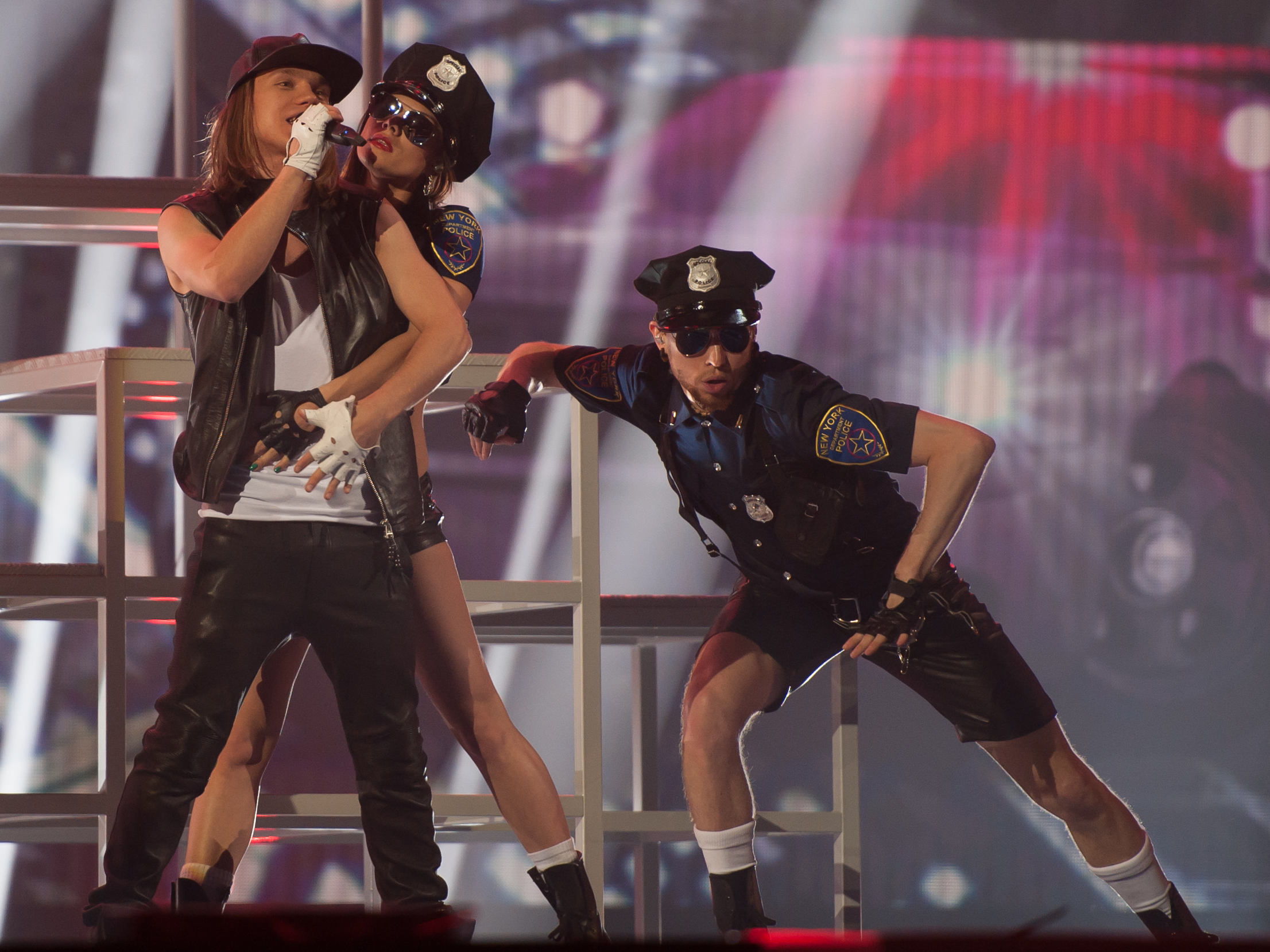
Eduard Romanyuta (2015)

Eduard Romanyuta (ukr. Едуард Едуардович Романюта; transk. Eduard Eduardowytsch Romanjuta; * 23. Oktober 1992 in Ternopil) ist ein ukrainischer Popsänger.

## Leben und Wirken
Romanyuta nahm von 2011 bis 2013 jeweils beim ukrainischen Vorentscheid zum Eurovision Song Contest teil und belegte dort den siebten (2011), fünften (2012) und dritten Platz (2013).
2015 siegte er mit dem Popsong I Want Your Love bei der moldauischen Vorauswahl O Melodie Pentru Europa und durfte daher beim Eurovision Song Contest 2015 für Moldau beim ersten Halbfinale antreten. Er konnte sich allerdings nicht für das Finale platzieren.